# Palácio Valmor

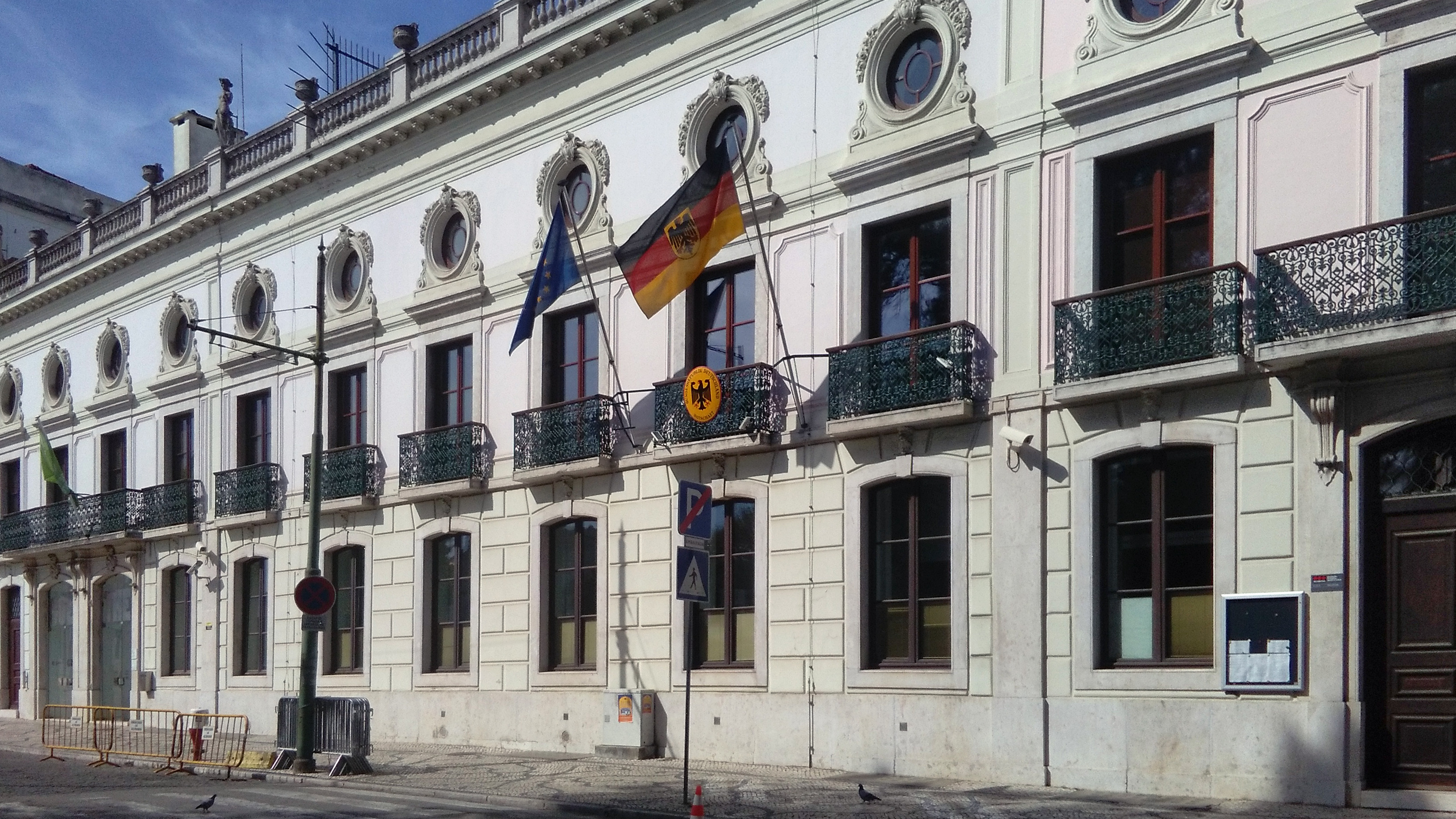
Palácio Valmor, 2017

Der Palácio Valmor ist ein ehemaliger Adelspalast in Lissabon. Er liegt am Campo dos Mártires da Pátria im Stadtteil Pena.
Bis 1958 war darin die Rechtswissenschaftliche Fakultät (Faculdade de Direito) der Universität Lissabon untergebracht. Heute befindet sich in dem Gebäude die Deutsche Botschaft Lissabon und das Goethe-Institut Lissabon.
Seit 1961 steht die Fassade des Gebäudes unter Denkmalschutz.